# Sherlock Holmes i Kobieta Pająk
Sherlock Holmes i Kobieta Pająk (ang. The Spider Woman) – film typu mystery z 1943 roku w reżyserii Roya Williama Neilla na podst. opowiadań Znak czterech, Ostatnia zagadka, Pusty dom, Nakrapiana przepaska niesie śmierć i Sprawa Diabelskiej Stopy Arthura Conana Doyle’a. Siódmy z czternastu filmów z Basilem Rathbone’em jako Sherlockiem Holmesem i Nigelem Bruce’em jako doktorem Watsonem.

## Obsada
- Basil Rathbone – Sherlock Holmes
- Nigel Bruce – dr John Watson
- Gale Sondergaard – Adrea Spedding
- Vernon Downing – Norman Locke
- Dennis Hoey – inspektor Lestrade
- Alec Craig – Radlik
- Arthur Hohl – Adam Gilflower
- Mary Gordon –pani Hudson
- Teddy Infuhr – Larry
- Angelo Rossitto – Pigmej
- Harry Cording – Fred Garvin
- Robert Milasch – naganiacz z lunaparku